# Remigijus Žaliūnas
Remigijus Žaliūnas (* 2. Juli 1961 in Alsėdžiai, Rajongemeinde Plungė, Litauische SSR) ist ein litauischer Kardiologe, Professor, seit 2010 Rektor der Universität für Gesundheitswissenschaften Litauens.

## Leben
Nach dem Lernen von 1968 bis 1971 an der Mittelschule Alsėdžiai und Abitur von  1971 bis 1979 an der 4. Mittelschule Plungė  absolvierte er 1986 das Studium am Kauno medicinos institutas (KMI) und von 1988 bis 1990 die Aspirantur am Kardiologieinstitut von KMI. Žaliūnas promovierte 1990 und habilitierte 1995.
Von 1986 bis 1987 war er  Arztintern und ab 1987 Kardiologe an den Universitätskliniken Kaunas. Seit 2000 ist er Professor. Von 1998 bis 2002 war er Studienprorektor, von 2002 bis 2010 Rektor der Medizinischen Universität Kaunas. Seit 2010 ist er Rektor der LSMU.